# Incourt (Belgio)
Incourt (in vallone Incoû) è un comune belga di 4 619 abitanti, situato nella provincia vallona del Brabante Vallone.